# Bibó Gedeon
Bibó Gedeon (19. század) orvos.

## Pályafutása
Kiskunhalasi származású; Nagy-Kun kerület rendes főorvosa volt Kisújszálláson. Az 1831. évi kolerajárvány idején augusztus 20-a után Kölesden és környékén teljesített szolgálatot, szeptemberben pedig a megye több településén Havas Ignác főorvost tehermentesítette. Szeptember 21-től a megye nyugati részén, a simontornyai és dombóvári járásokban gyógyított. 

## Munkája
- Dissertatio inaug. medica de scorbuto. Vindobonae, 1831.